# Olivia Merilahti
Pour les articles homonymes, voir Bouyssou.

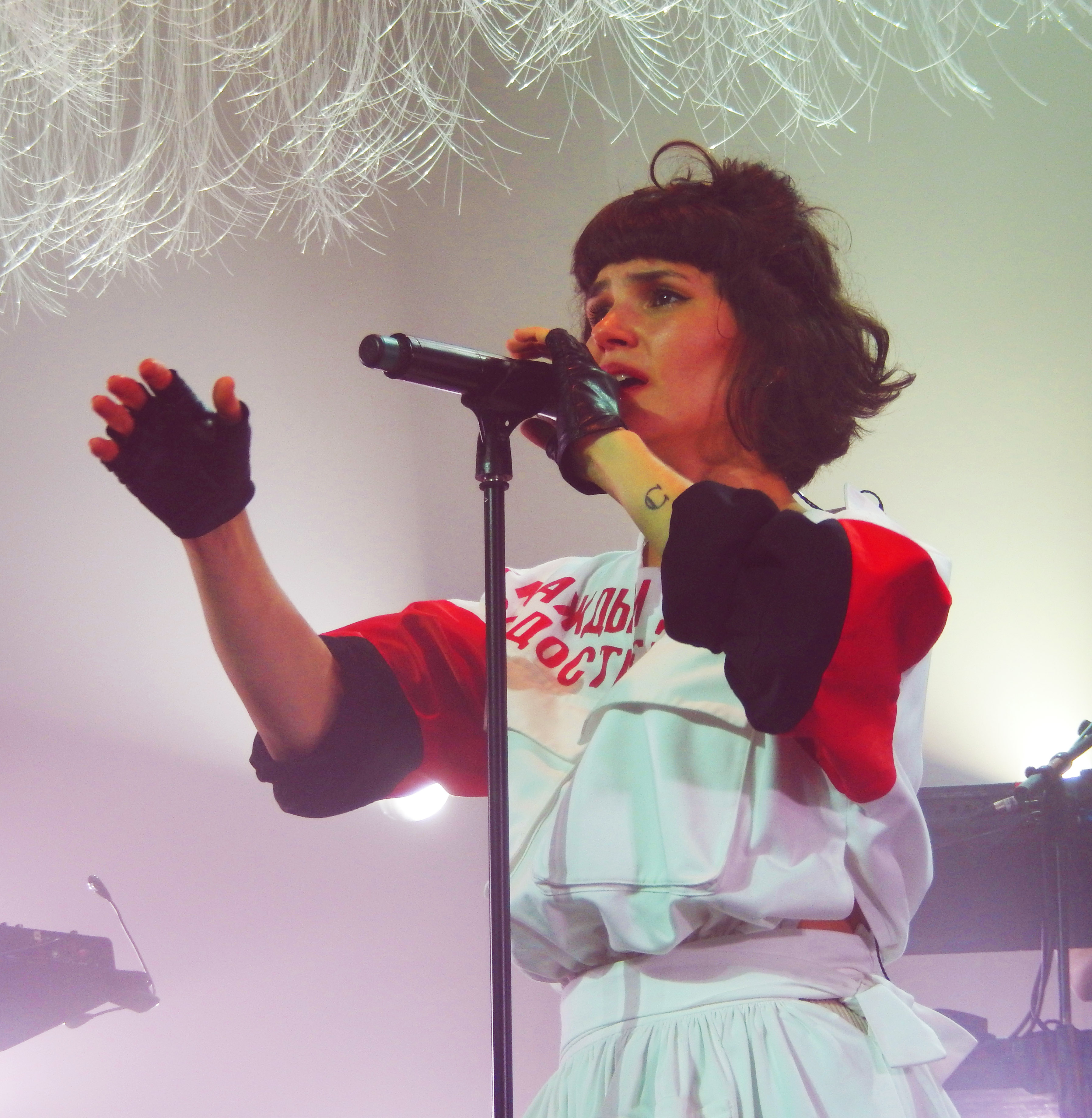
Olivia Merilahti avec The Dø en concert à Morlaix en 2015

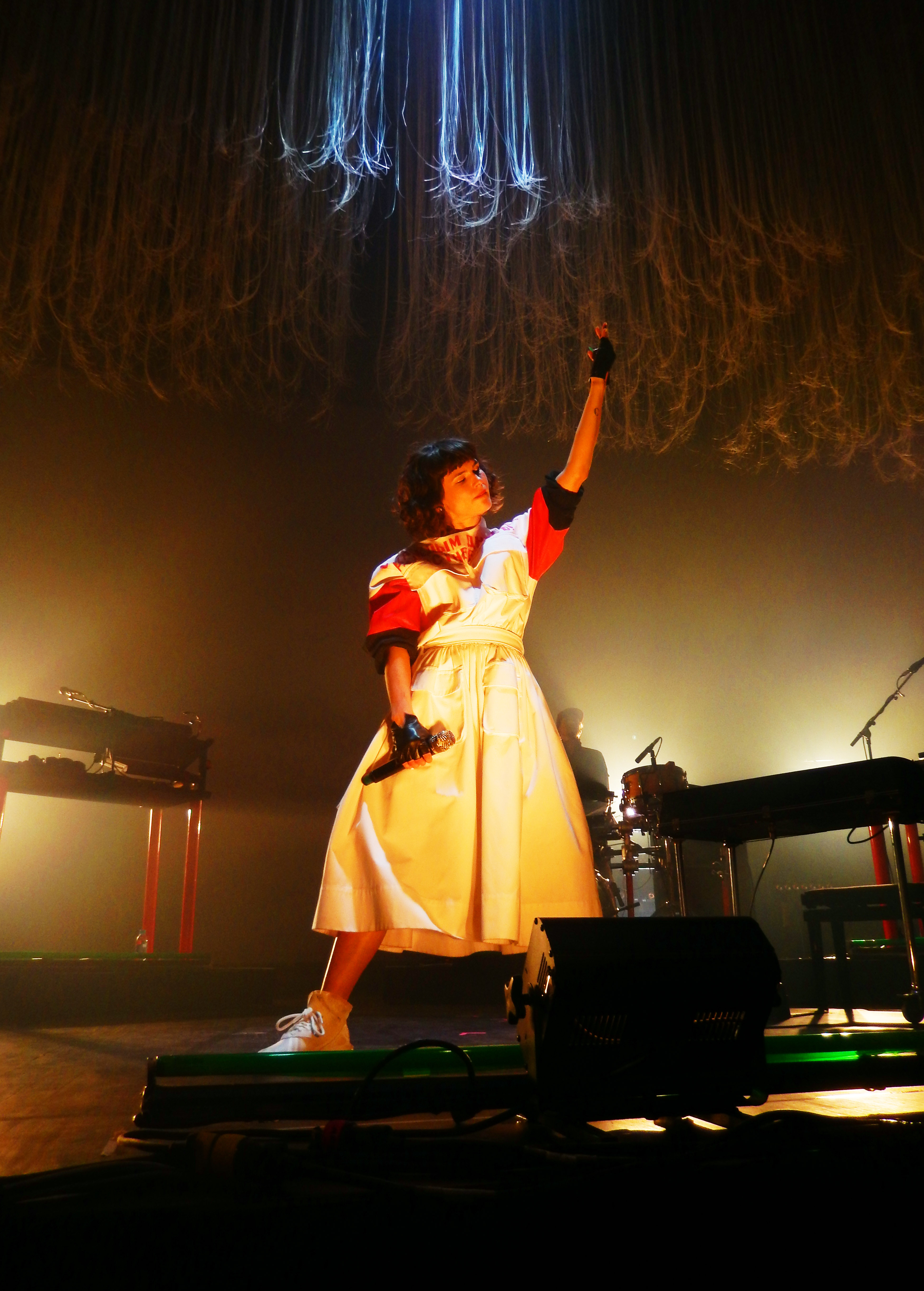
Olivia Merilahti avec The Dø en concert à Nantes en 2015

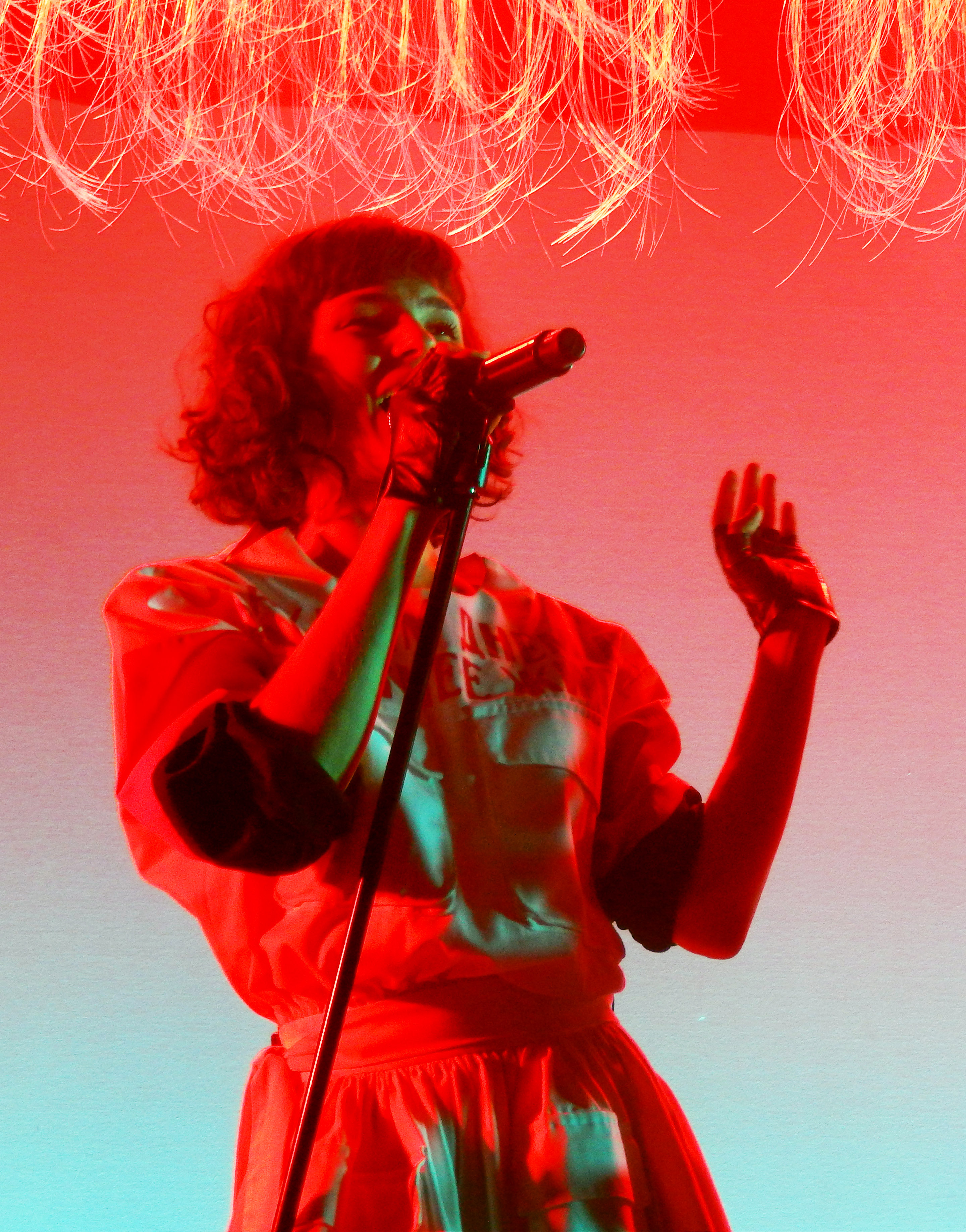
Olivia Merilahti à Nantes en 2015

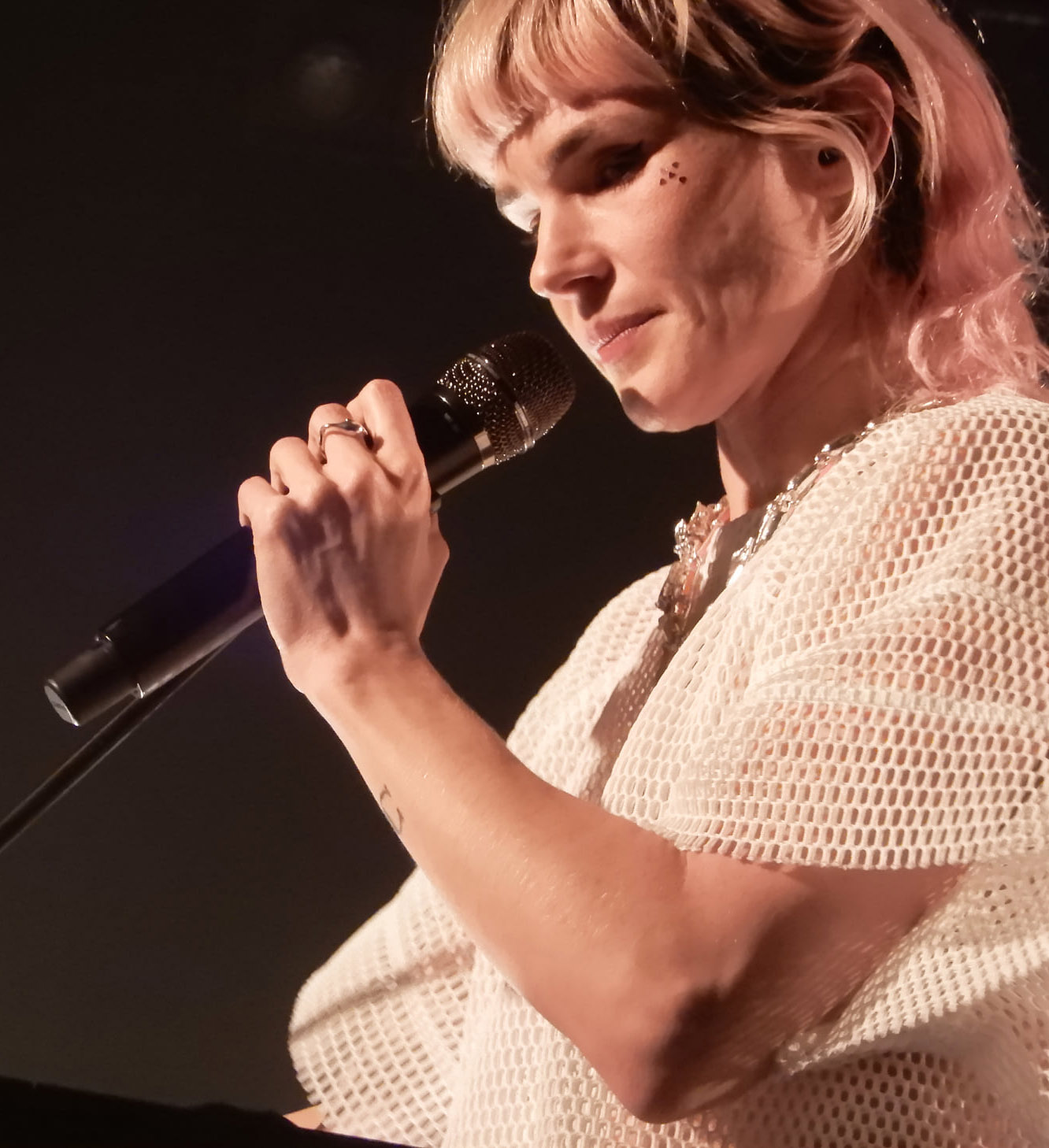
Prudence - Nantes octobre 2021

Olivia Merilahti, née à Paris le 25 février 1982[réf. nécessaire], est une auteure-compositrice-interprète franco-finlandaise. Elle est connue pour son travail dans le groupe The Dø qu'elle forme avec Dan Levy en 2004.

## Biographie

### Jeunesse et formation musicale
Olivia est française par son père et finlandaise par sa mère. 
Elle grandit en banlieue parisienne. Elle apprend le violoncelle au conservatoire de Sèvres, puis le piano et la guitare, instrument qui lui permet d'écrire ses premières chansons. 
Après quelques cours de chant classique, elle intègre son premier groupe de rock à l'âge de 14 ans.  
Baccalauréat littéraire en poche, elle part vivre à Helsinki où elle suit un cursus de musiques actuelles au conservatoire Pop-Jazz. Elle se familiarise alors avec le tango finlandais et la comédie musicale américaine.
Elle revient en France et chante dans des formations très variées, approche le jazz de plus près en reprenant des standards chantés par Ella Fitzgerald. 

### Premières compositions et carrière avec The Dø
C'est lors d'une année d'études d'anglais à Nottingham qu'elle commence à composer des chansons, dont l'une d'entre elles sortira quelques années plus tard sur le premier album de The Dø, Stay (Just a Little Bit More).
C'est en 2004, à l'occasion de l'écriture de la musique du film L'Empire des loups, qu'elle rencontre Dan Levy avec lequel elle forme le groupe The Dø et qui devient son compagnon jusqu'en 2012. Ce groupe connaît un succès international à partir de 2008.
En 2016, elle est approchée par le réalisateur Samuel Jouy pour jouer le rôle de Marion dans son premier long-métrage Sparring, aux côtés de Mathieu Kassovitz. Elle en assure également la composition de la bande originale.
En 2022, la chanteuse Billie Eilish revendique le groupe comme une référence majeure pour son album "Happier Than Ever".

### Projet solo: Prudence
En 2020, Olivia Merilahti annonce son retour dans un projet solo sous le nom de Prudence.
Elle sort un premier titre le 20 mars 2020 : Never With U. Le 28 mai 2021 sort son album Beginnings, avec 11 titres. Ce nouveau projet est attaché à la féminité et à la modernité. Musicalement, le projet puise dans les musiques électroniques et le RnB. L'album est notamment produit par Xavier de Rosnay, moitié du duo electro Justice. Elle chante en anglais et français.

En 2025, elle participe à l'écriture du premier album de la chanteuse franco-suisse Yoa. 

### Vie privée
Elle a une fille prénommée Anita et vit entre Helsinki et Biarritz.

## Œuvres
- 2005 : bande originale du long métrage L'Empire des loups de Chris Nahon
- 2005 : bande originale du long métrage Camping Sauvage de Christophe Ali et Nicolas Bonilauri
- 2006 : bande originale du long métrage The Passenger de François Rotger, primée au Festival international du film d'Aubagne et au Festival Premiers Plans d'Angers
- 2008 : The Dø, A Mouthful
- 2011 : The Dø, Both Ways Open Jaws
- 2014 : The Dø, Shake Shook Shaken
- 2017 : bande originale du long métrage Sparring de Samuel Jouy
- 2020 : Prudence, Never With U
- 2021 : Prudence, Beginnings
- 2021 : Prudence, en featuring sur Zenith (en) de Kavinsky avec Morgan Phalen
- 2023 : Lake Song, chanson originale pour Corsage, long métrage de Marie Kreutzer
- 2023 : Bande Originale de la série Aspergirl (OCS)
- 2023 : You Always Say, en featuring sur le projet de French 79
- 2023 : Memories, duo avec Moodoid
- 2023 : The Thrill I Need et Feels Like Home, en featuring sur le projet de Newem
- 2024 : Souvenirs, production et co-composition pour l'album de Louane. All Day, duo avec Isaac Delusion. Sans Cesse-remix pour Eloi.
- 2025 : Sad Girl / Là-Bas Part2 / Princesse Chaos, production et co-composition sur l'album de Yoa.

## Distinctions

### Récompenses
- Victoires de la musique 2015 : album rock de l'année avec Shake Shook Shaken du groupe The Dø[7].
- Prix UCMF 2019, dans la catégorie jeune talent

### Nominations
- Victoires de la musique 2009 :
  - Groupe ou artiste révélation du public de l'année
  - Groupe ou artiste révélation scène de l'année
  - Album révélation de l'année
- Victoires de la musique 2015 :
  - Artiste féminine de l'année
  - Vidéo-clip de l'année pour Despair, Hangover & Ecstasy
- Victoires de la musique 2016 :
  - Spectacle musical, tournée ou concert de l'année pour Shake, Shook, Shaken Tour, au Zénith, à l'Olympia et en tournée
  - Vidéo-clip de l'année pour Miracles